# Hoàng Minh (sinh năm 1963)
Hoàng Minh (tiếng Trung giản thể: 黄铭, bính âm Hán ngữ: Huáng Míng, sinh tháng 4 năm 1963, người Hán) là tướng lĩnh Quân Giải phóng Nhân dân Trung Quốc. Ông là Thượng tướng Quân Giải phóng Nhân dân Trung Quốc, Ủy viên Ủy ban Trung ương Đảng Cộng sản Trung Quốc khóa XX, hiện là Tư lệnh Chiến khu Trung Bộ. Ông từng là lãnh đạo Lục quân với cương vị Tham mưu trưởng cũng như Phó Tư lệnh Lục quân; Quân đoàn trưởng của hai tập đoàn quân là Tập đoàn quân 81 và Tập đoàn quân 41.
Hoàng Minh là đảng viên Đảng Cộng sản Trung Quốc, ông có sự nghiệp từng phục vụ cho 3 tập đoàn quân trước khi được điều lên trung ương tham gia chỉ huy Lục quân Trung Quốc và các Chiến khu.

## Sự nghiệp
Hoàng Minh sinh vào tháng 4 năm 1963 tại huyện Nghi Hưng thuộc chuyên khu Trấn Giang, nay là thành phố cấp huyện Nghi Hưng thuộc địa cấp thị Vô Tích, tỉnh Giang Tô, Cộng hòa Nhân dân Trung Hoa. Ông lớn lên và tốt nghiệp cao trung Nghi Hưng, đến năm 1980 thì nhập ngũ Quân Giải phóng Nhân dân Trung Quốc, thuộc Lục quân, được điều về Quân khu Thẩm Dương. Ở đây, ông là chiến sĩ rồi đi học, trở thành sĩ quan phát triển dần từ trung đội, đại đội trưởng, tiểu đoàn, trung đoàn rồi sư đoàn trưởng một sư đoàn thuộc quân khu, đến năm 2013 thì được bổ nhiệm làm Tham mưu trưởng Tập đoàn quân 16, phong quân hàm Thiếu tướng Lục quân vào tháng 7 năm 2014. Vào ngày 3 tháng 9 năm 2015, trong lễ "kỷ niệm 70 năm chiến thắng kháng Nhật và Chiến tranh thế giới thứ hai" (1945–2015), ông là 1 trong 50 tướng lĩnh tham gia tổ chức, được phân công chỉ huy một đội hình phalanx mô tả "đột kích chiến dịch Bình Hình Quan" năm 1937 của nhánh quân Quân Giải phóng. Tháng 7 năm 2016, Hoàng Minh nhậm chức Quân đoàn trưởng Tập đoàn quân 41 thuộc Chiến khu Trung Bộ, sau đó gần 1 năm, khi tập đoàn quân này được cải tổ thành Tập đoàn quân 75 vào tháng 3 năm 2017 thì ông được điều chuyển làm Quân đoàn trưởng Tập đoàn quân 81, một tập đoàn quân khác của Chiến khu Trung Bộ. Đầu năm 2018, ông được điều đại diện cho Quân Giải phóng, tham gia ứng cử và trúng cử đại biểu của Đại hội Đại biểu Nhân dân toàn quốc khóa XIII nhiệm kỳ 2018–23.
Tháng 6 năm 2019, Hoàng Minh được bổ nhiệm làm Phó Tư lệnh Lục quân Quân Giải phóng Nhân dân Trung Quốc, được thăng quân hàm Trung tướng Lục quân vào tháng 12 cùng năm, đến tháng 9 năm 2021, ông được phân công là Tham mưu trưởng Lục quân. Giai đoạn đầu năm 2022, ông được bầu làm đại biểu tham gia Đại hội Đảng Cộng sản Trung Quốc lần thứ XX từ đoàn Quân Giải phóng và Vũ cảnh. Trong quá trình bầu cử tại đại hội, ông được bầu làm Ủy viên Ủy ban Trung ương Đảng Cộng sản Trung Quốc khóa XX. Tháng 1 năm 2023, ông được điều chuyển bổ nhiệm làm Tư lệnh Chiến khu Trung Bộ, thay Thượng tướng Ngô Á Nam.

## Lịch sử thụ phong quân hàm
| Quân hàm |             |             | Thượng tướng |  |  |  |  |  |  |  |  |
| Cấp bậc  | Thiếu tướng | Trung tướng | Thượng tướng |  |  |  |  |  |  |  |  |
|          |             |             |              |  |  |  |  |  |  |  |  |